# Szent Olaf-templom (Kirkjubøur)

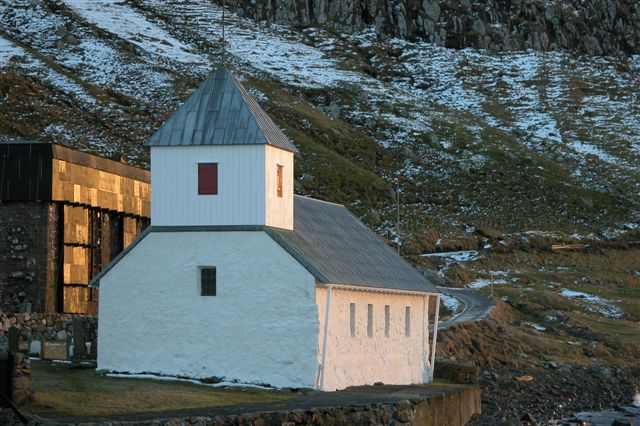
A Szent Olaf-templom, balra a háttérben a Magnus-dóm romjai

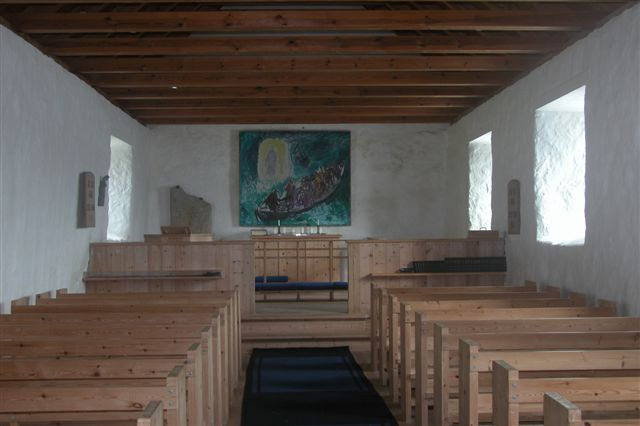
A templom belső tere Sámal Joensen-Mikines oltárképével; baloldalt hátul látható a Kirkjubø-kő nevű rúnakő

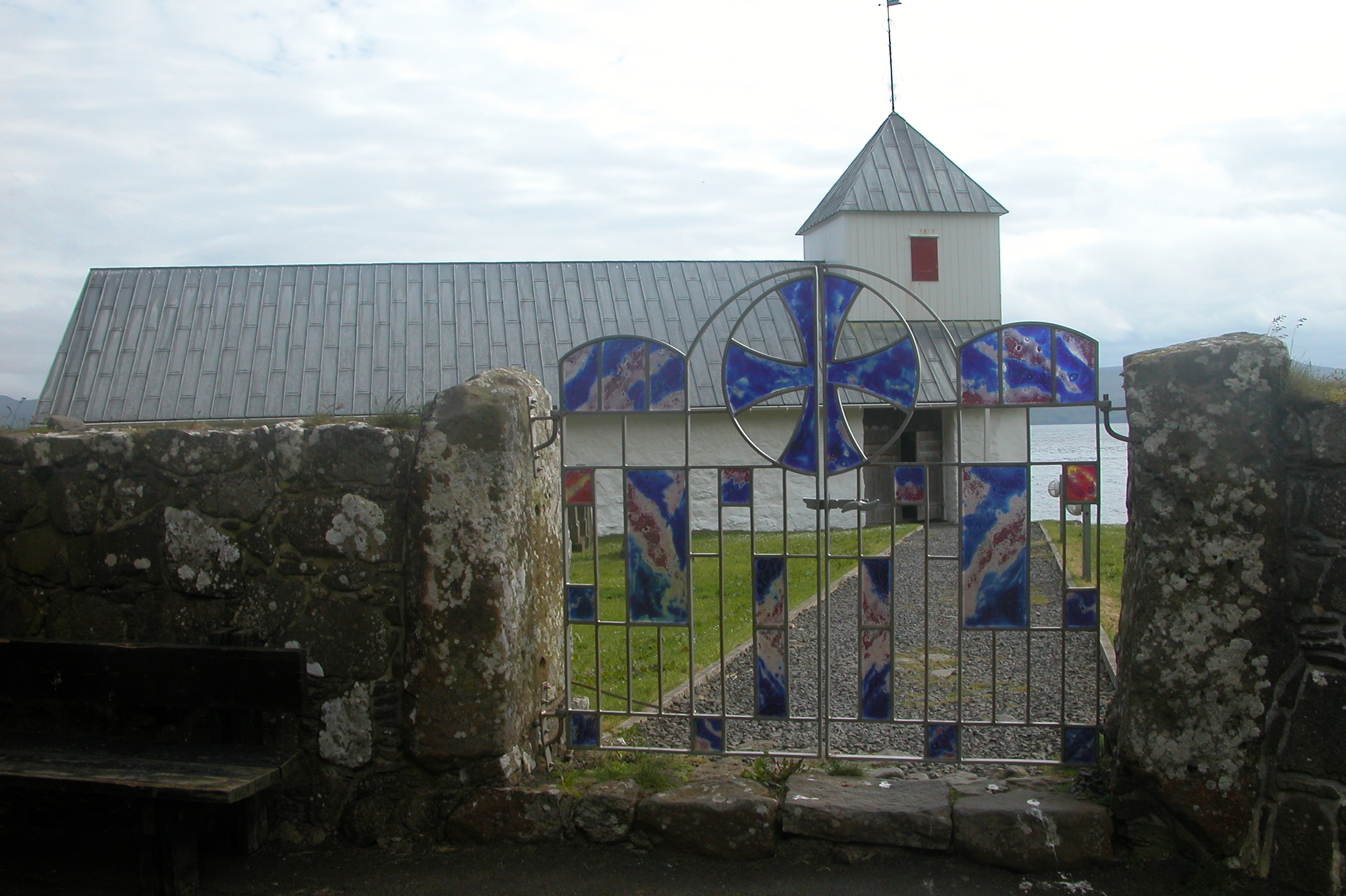
A templomkert kapuja, Tróndur Patursson festettüveg remekműve

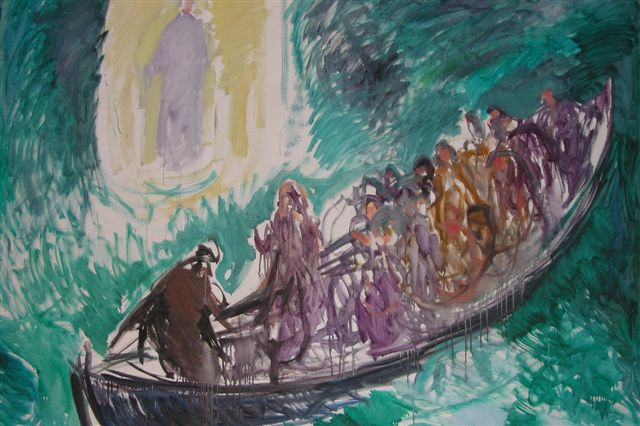
Az oltárkép részlete

A Szent Olaf-templom (feröeriül: Ólavskirkjan) Feröer legrégebbi ma is álló temploma Kirkjubøurban. A középkorban időben a Feröeri püspökség székesegyháza volt. Jelenleg nagyon közel áll a tengerhez, mivel a szárazföld süllyed; eredetileg mintegy 100 m-re állt a parttól.

## Történelem
1963-1966 között átfogó régészeti feltárásokat végeztek a templom alatt, amelyek igazolták, hogy már nem sokkal Feröer keresztény hitre térése után templom állt ezen a helyen. Három középkori padlót fedeztek fel; a legrégebbi alatt öt pénzérmét találtak, melyek közül a legrégebbi Angliából származik, és az 1223-1235 közötti időszakban verték.
A szentély alatt két püspöki sírt tártak fel, amelyek a radiokarbonos kormeghatározás szerint a 13. század közepéről származnak. Ez alapján azt feltételezik, hogy a mai templom abban az időszakban épült. Lehetséges, hogy a templomot Erlendur püspök építtette, és az ellene kitört lázadást ez az építkezés okozta, nem pedig a Magnus-dómé. (Más források szerint már a 12. században, valószínűleg 1111 körültől templom állt ezen a helyen.) A sírból egy aranyozott fejű püspöki bot is előkerült, amelyet ma a Føroya Fornminnissavnban őriznek, de egy másolata a templom vitrinjében is megtekinthető. A két sírkövet a szentélyben állították ki.
A templomot 1874-ben alaposan átépítették, és Venceslaus Ulricus Hammershaimb esperes december 15-én újraszentelte.
1965-1967-ben átfogó restaurálást végeztek, és szeptember 3-án ünnepélyesen újraszentelték az épületet.

## Jellemzők
A templom 21,8 méter hosszú és 7,5 méter széles. Faragatlan kövekből épült, és falait mindkét oldalról fehérre vakolták. Tornyot csak 1855-ben kapott. A másfél méter vastag falak belülről egyszerűen fehérre vannak festve, a berendezés pedig egyszerű festetlen fából készült. A templomkert kapujának üvegdíszítése Tróndur Patursson műve.
A modern oltárképet Sámal Joensen-Mikines festette 1967-ben (más források szerint Tróndur Patursson műve). Azt a jelenetet ábrázolja, amikor Jézus a vízen járva közeledik a halászbárkában hazatérő apostolokhoz.
Az északi falban ma is látható egy kis lyuk, amelyet a lepra 18. századi megszűnéséig a leprások használtak, hogy kintről hallgathassák az istentiszteletet. A templomban kiváló állapotban fennmaradt, 13. századi fából faragott Madonna-szobrot ma a Føroya Fornminnissavnban őrzik.
A legtöbb feröeri templommal ellentétben a Szent Olaf-templom soha nincs zárva, mindig nyitva áll a látogatók előtt.

### Külső hivatkozások
- Szent Olaf-templom, Feröeri Népegyház (feröeri)
- Pictures from Kirkjubøur (The Parish Church), faroestamps.fo (angol)
- Fényképek, flickr (angol)
- Panorámakép a templom belsejéről[halott link] (dán)